# Romy
Pour les articles homonymes, voir Romy (homonymie).

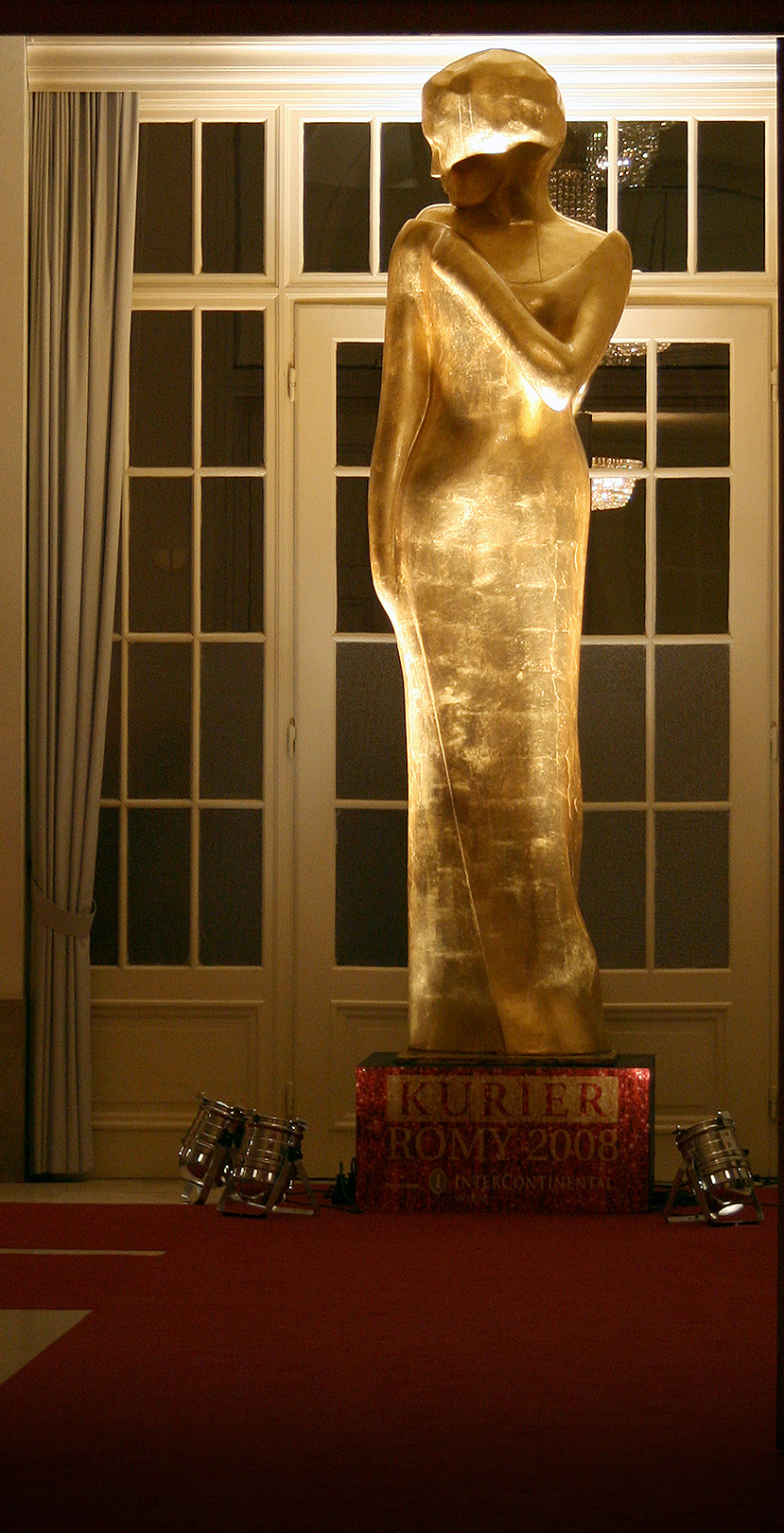
Image du palais impérial Hofburg à vienne où a lieux lieux le Romy awards

Le Romy est une récompense du cinéma et de la télévision autrichienne qui est décernée chaque année par le quotidien Kurier à la mémoire de l'actrice Romy Schneider. La remise des prix a lieu chaque année au palais de Hofburg, à Vienne.
Lancé à l'origine en 1990 comme un prix de télévision pur, les services dans le domaine du cinéma sont pris en compte depuis 2010.
Rudolf John est l'initiateur et le concepteur de ce prix. 

## Statuette
La statuette plaquée or 24 carats est haute de 30,5 cm, pèse environ 2,9 kilogrammes. Sa forme rappelle une scène du film La Piscine avec Alain Delon dans laquelle Romy Schneider arrange sa robe.

## Lauréats
- 1991 et 2007 : Danielle Spera
- 1995, 1996, 1997, 2001, 2003, 2016 et 2017 : Tobias Moretti
- 2010 : Cristiana Capotondi
- 2019 et 2022 : Philipp Hochmair